# Фигерас, Марсело
Марсело Фигерас (исп. Marcelo Figueras, 1962, Буэнос-Айрес) — аргентинский писатель, журналист, сценарист.

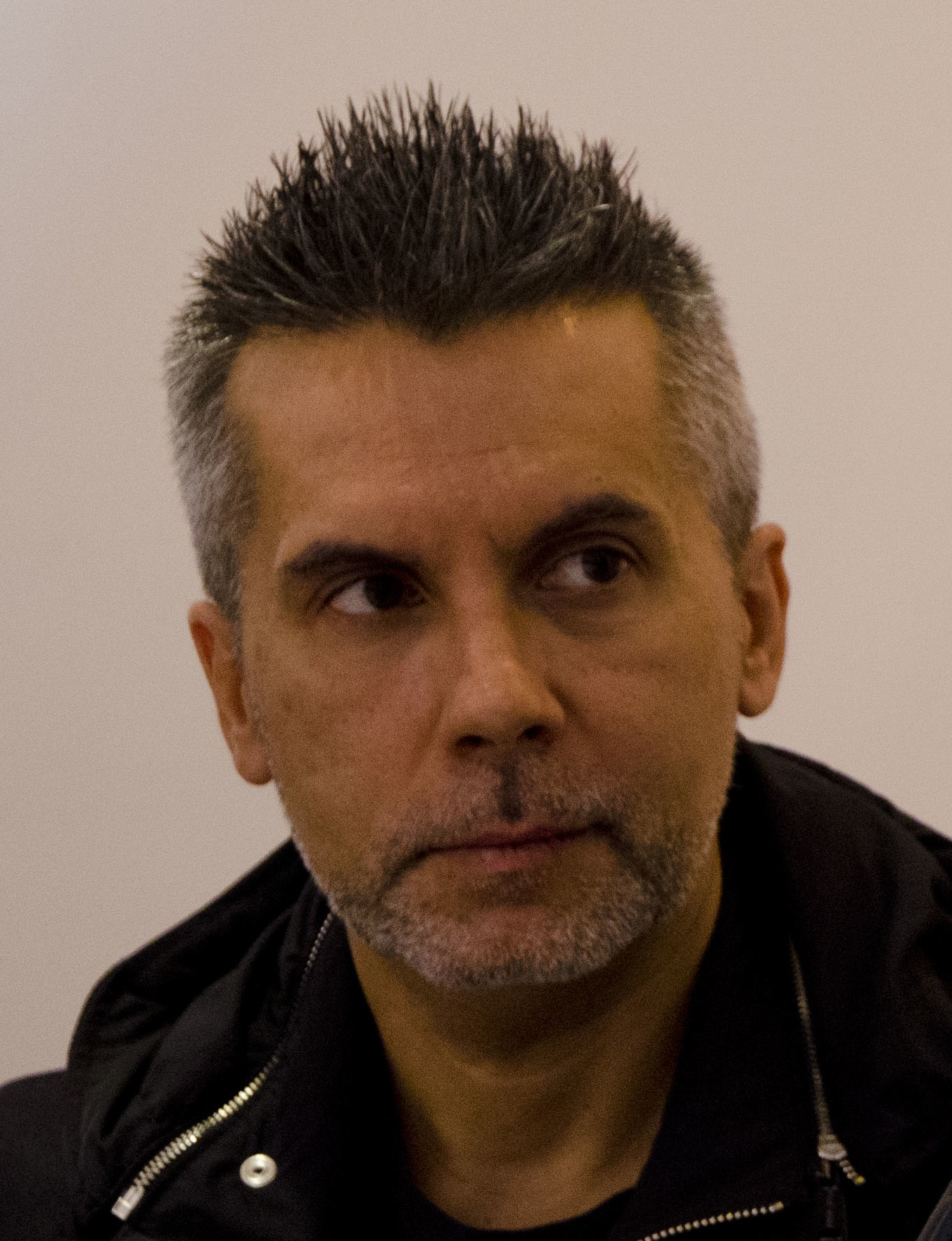

## Биография
Публикуется в популярной ежедневной газете Clarín и другой периодике. Сотрудничает с режиссёром Марсело Пиньейро. Ему принадлежат сценарии нескольких фильмов, получивших известность: «Сгоревшие деньги» (по роману Рикардо Пильи, премия аргентинской кинокритики «Серебряный кондор» за лучший сценарий), «Камчатка» (по собственному одноименному роману, номинация на «Серебряный кондор» за лучший сценарий, премия на МКФ в Картахене (исп.)), «Росарио-ножницы» (по роману Хорхе Франко, номинация на премию «Серебряный Ариэль» за лучший сценарий) и другие. Проза Фигераса переведена на английский, французский, немецкий, голландский, польский языки, иврит.

## Избранные произведения
- Юный перонист / El muchacho peronista (1992)
- Соглядатай времён / El espía del tiempo (2002)
- Камчатка / Kamchatka (2002)
- / La batalla del calentamiento (2006)
- / El año que viví en peligro (2007)
- Аквариум / Aquarium (2009)

## Публикации на русском языке
- Камчатка. Пер. С.Силаковой. М.: Иностранка, 2007